# ジャン＝ジャック・ラグルネ
ジャン＝ジャック・ラグルネ（Jean-Jacques Lagrenée、1739年9月18日 - 1821年2月13日）はフランスの画家、版画家である。兄の画家、ルイ＝ジャン＝フランソワ・ラグルネ(Louis-Jean-François Lagrenée:1725-1805)と区別するために、「 Lagrenée le jeune（若いほうのラグルネ）」と呼ばれることがある。

## 略歴
パリで生まれた。兄のルイ＝ジャン＝フランソワ・ラグルネは王立絵画彫刻アカデミーの教授やサンクトペテルブルク美術アカデミーの校長を務めた画家であり、兄から絵を学び、兄とともに1760年から1762年の間はロシアで働き、1765年から1769年はローマで活動した。イタリアではヘルクラネウムの遺跡やポンペイの遺跡の発掘に参加した。フランスに戻った後、主に歴史画を描いた。
1769年に王立絵画彫刻アカデミーの会員候補に選ばれ、1771年から1804年の間、パリのサロンに毎年出展した。1775年に会員になった。1776年にアカデミーの助教授に任じられ、ジャン＝バティスト・デュエズ(Jean-Baptiste d'Huez: 1729-1793)の後任として教授に任じられ、1795年まで、教授を続け、シャルル・メニエにその職を譲った。
ナポリで調査した、建物の彫刻壁(frieze)や装飾のモチーフを網羅した版画集を1784年に出版した。1785年にセーヴル焼の王立製作所(Bâtiments du Roi)の所長の、ダンジヴィレ伯シャルル・クロード (Charles-Claude Flahaut de la Billaderie, comte d'Angiviller)に招かれ、彫刻家のルイ＝シモン・ボワゾ(Louis Simon Boizot: 1743-1809)とともに陶器のデザインもした 。

## 作品

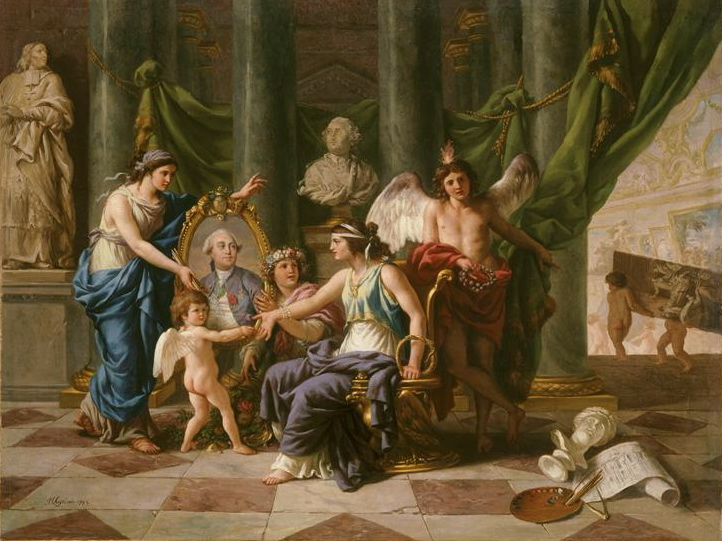
美術館設立の寓意画 (1783) ルーブル美術館蔵
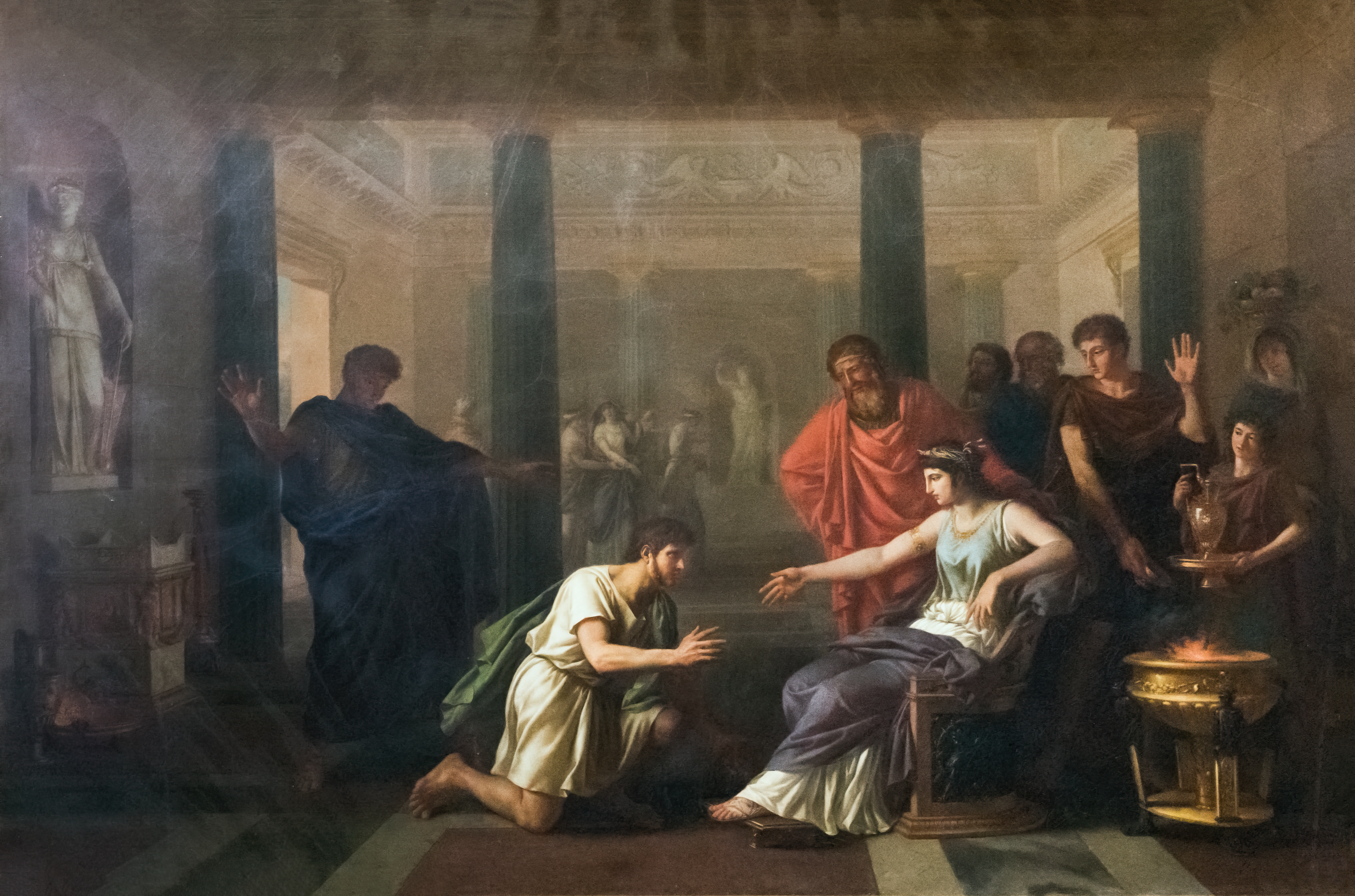
アルキノオスの宮殿のオデュッセウス、ナルボンヌ美術館蔵
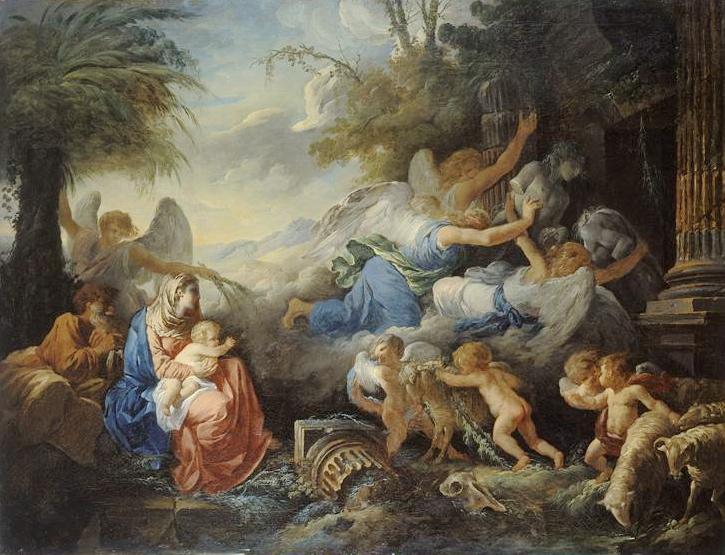
La Chute des idoles et le repos pendant la fuite en Egypte、レンヌ美術館蔵
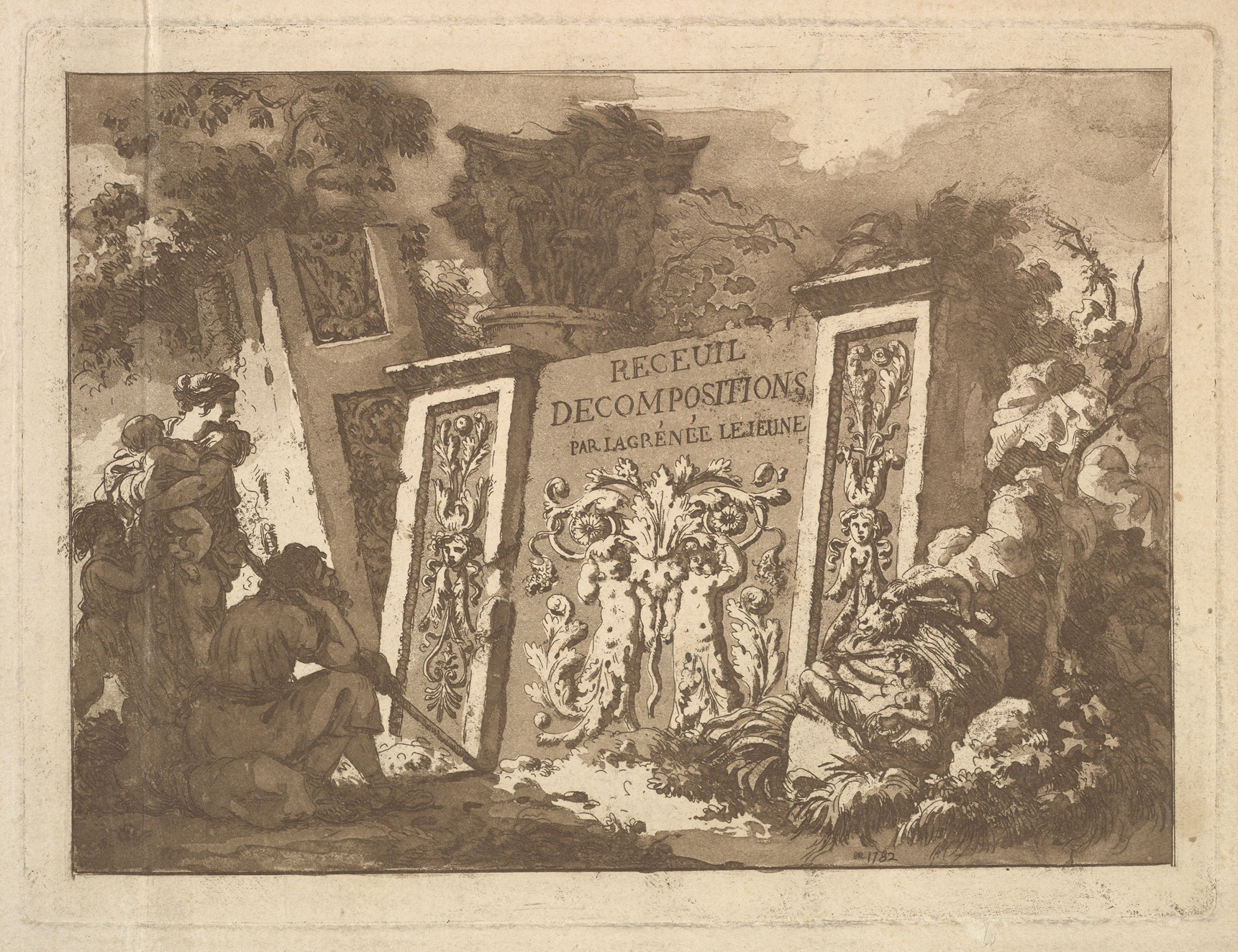
版画作品